# Medicine Man – Die letzten Tage von Eden
Medicine Man – Die letzten Tage von Eden (Originaltitel: Medicine Man) ist ein US-amerikanischer Abenteuerfilm aus dem Jahr 1992. Regie führte John McTiernan, das Drehbuch schrieben Tom Schulman und Sally Robinson.

## Handlung
Der schottische Arzt Robert Campbell forscht in der Wildnis von Amazonien bei einem Eingeborenenstamm, bei dem er inzwischen die Rolle des Medizinmannes übernommen hat. Die New Yorker Wissenschaftlerin Rae Crane, die Campbells Sponsoren vertritt, begibt sich zu ihm, um ihm einen angeforderten Gaschromatograph zu bringen und zu begutachten welche Fortschritte seine Arbeit macht. Für Campbell ist sie zu unerfahren und er will sie sofort wieder loswerden. Erst als er erfahren muss, dass die von ihm angeforderten Assistenten alle längst in den Ruhestand getreten sind oder nicht mehr für die Firma arbeiten, wird er zugänglicher. Rae Crane erklärt ihm, dass seine Sponsoren recht unzufrieden mit ihm sind, da er die Station verlegt, wann und wohin er will, auf Post nicht antwortet und auch keine Berichte mehr schickt. Seit drei Jahren hatte er sich gar nicht mehr gemeldet. Seine Frau, seine ursprüngliche Forschungspartnerin, hatte sich schon lange von ihm scheiden lassen. Als Rae Crane ihm dann noch offenbart, dass sie hergeschickt wurde, um darüber zu entscheiden, ob er überhaupt noch unterstützt wird, darf sie bleiben. Sie beeindruckt ihn auch mit ihrer Analyse des Ergebnisses des Gaschromatographen, auch wenn sie vermutet, dass er, der sie am Vorabend betrunken und gerade mit den Eingeborenen Ritualtänze ausführend begrüßte, nur ein Mittel gegen einen gewaltigen morgendlichen Kater entdeckt hätte.
Campbell offenbart ihr zögernd, dass er aus einer lokal wachsenden Pflanze einen Wirkstoff gegen Krebs gewinnen konnte. Er kann ihre anfängliche Skepsis mit einem Versuch widerlegen, muss ihr aber gestehen, dass seine Versuche, den Wirkstoff zu reproduzieren, fehlschlugen. Ihm bleibt nur eine sehr kleine Menge des kostbaren Serums, welche Rae Crane sofort an sich nimmt, damit Campbell es nicht in Versuchen verschwendet. Als dann aber ein Stammesmitglied nur noch von dem Serum gerettet werden kann, gibt sie es nach sichtbaren inneren Kämpfen heraus.
Eine von den beiden Forschern ausgelöste Suchaktion nach der Pflanze wird von den Eingeborenen unterstützt. Diese sammeln große Mengen der Pflanze und Rae Crane sucht die besten für die Untersuchung heraus, denn einige der Pflanzen sind ameisenverseucht und werden weggeworfen.
Letztlich bleibt die Suche erfolglos und nur der Medizinmann könnte noch helfen. Doch leider hat der Feldforscher Campbell diesen versehentlich abgelöst, worauf der Medizinmann den Stamm nach seiner Entmachtung verlassen hat. Campbell hatte die Schmerzen eines Indianers erfolgreich mit einer Alka-Seltzer behandelt und so den Medizinmann aus Versehen blamiert und vertrieben. Der Medizinmann verweigerte jedoch auch schon vorher jede Zusammenarbeit mit Campbell und wies ihn mit dem Wort „Mocara“ ab.
Campbell erklärt Rae Crane, die er immer nur als „Dr. Bronx“ oder „Bronx“, eine Anspielung auf ihren Herkunftsort, anredet, dass dereinst ein „übereifriger Hurensohn“ ein billiges schmerzstillendes Mittel fand, wobei ihn der Medizinmann in Mocara unterstützte. Tragischerweise wurde dieses Dorf mit all seinen Bewohnern jedoch ausgelöscht. Der ganze Stamm und der dortige Medizinmann starben an einer über Mitarbeiter des ehrgeizigen und verantwortungslosen „Strebers“ nach Mocara eingeschleppten Krankheit (Schweinepest). Der nun abgelöste Medizinmann verweigert mit dem Hinweis auf den Verrat des Medizinmanns in Mocara jede Zusammenarbeit. Er glaubt, dass der Verrat der Geheimnisse des Medizinmanns eine Strafe der Götter heraufbeschwor und dies zur Ausrottung des Stammes führte.
Nach einer Auseinandersetzung wirft Rae Crane dem Feldforscher Campell an den Kopf: „Ach fahren sie doch zur Hölle!“ Campell wendet sich ab und sagt für sie unhörbar: „Das werd’ ich mit Sicherheit.“
In einem der vielen sehr guten Dialoge zwischen Rae Crane und Campbell schlägt sie ihm vor, er solle sich beim Medizinmann entschuldigen und meint damit die Gabe der Alka-Seltzer an den Indianer, welche den Medizinmann entmachtete. Campbell antwortet überraschend: „Ich glaube kaum, dass er weiß, dass ich es war.“ Und meint damit die Ausrottung des Stammes in Mocara. Rae Crane ist geschockt, als sie diese Wahrheit nun erkennen muss, beginnt Campbell aber jetzt zunehmend zu verstehen und überredet ihn zu einer Suche nach dem Medizinmann. Campbell willigt ein und sie begeben sich auf eine Reise durch den Urwald. Als Rae Crane dabei Erschöpfungsanzeichen erkennen lässt, gibt ihr Campbell eine Medizin der Eingeborenen, welche sie sofort wieder auf die Beine bringt (ein Koffeinextrakt). Sie beginnt zu begreifen, dass Campbell viele Geheimnisse der Naturmedizin der Indianer inzwischen kennt, all diese Erkenntnisse aber als unwichtig ansieht und nie weitergemeldet hat, um das Mittel gegen Krebs zu finden. Der Medizinmann erscheint ihnen in einer Nacht ihrer Reise und malt ihr eine blaue Linie auf die Stirn, welche wie eine Tätowierung nicht abwaschbar ist. Am Morgen fragt sie Campbell, ob sie nicht im falschen Tal suchen, der schaut sie an und meint, es gebe sichere Zeichen dafür, dass sie im richtigen Tal sind. Er hatte die Linie längst gesehen.
Es kommt zum Kampf zwischen Campbell und dem kleineren, schwächlich wirkenden Medizinmann, den Campbell nicht gewinnen will (und auch nicht darf). Der Kampf endet ohne Sieger, als Campbell ihn einstellt, nachdem ihm der Medizinmann offenbart, dass der Wirkstoff nicht aus der Pflanze stammt. Diese sei nur die Wohnung von Ameisen. Der Medizinmann erkennt nun aber auch, dass Campbell am Boden zerstört ist und es ihm nur darum ging, dieses Heilmittel zu finden, um es anderen zu geben.
Campbell ist frustriert, findet aber im letzten Moment den Produzenten des Wirkstoffes: eine besondere und nur an diesem Ort existierende Ameisenart, die diese Pflanze als Wohnort nutzt. Er begreift nun auch, dass der Medizinmann ihm mehrfach absichtlich den richtigen Hinweis gab. Der Medizinmann hatte ihm nicht direkt das Geheimnis anvertraut und nach seinem Glauben so die Götter nicht erzürnt.
Eine Gruppe von Investoren brennt derweil eine Schneise durch den tropischen Regenwald, um eine Straße zu bauen. Campbell versucht verzweifelt dies zu verhindern, scheitert aber. Dabei gerät das Feuer außer Kontrolle und sowohl die Ameisen, als auch das Dorf und sämtliche Forschungsunterlagen werden dabei vernichtet. Da Crane nach anfänglicher Skepsis inzwischen von der Arbeit Campbells überzeugt ist, beschließt sie, bei ihm zu bleiben und mit ihm nach einem anderen Vorkommen der Ameisen zu suchen. Der Medizinmann ist zu seinem Stamm zurückgekehrt und hilft ihm, ein neues Zuhause zu finden. Er ist nun auch von der Aufrichtigkeit Campbells überzeugt und bereit, sein Wissen mit ihm zu teilen. Inzwischen geht Crane, die zu Beginn ihrer Reise noch schwere schlangenbisssichere Schuhe trug, barfuß durch den Urwald und trägt dazu den Fußschmuck der Einheimischen zur nicht abwaschbaren Tätowierung auf der Stirn, die ihr der Medizinmann in der Nacht vor ihrem ersten bewussten Zusammentreffen verpasste. Sie braucht auch nicht mehr „Jahauser“, den eingeborenen Dolmetscher, denn sie spricht die Ureinwohner genau wie Campbell nun in deren Sprache an.

## Kritiken
Die Redaktion von Film-Dienst schrieb, der Film sei ein „[w]enig spannendes, aber hervorragend fotografiertes Öko-Märchen, das die Umweltzerstörung und nicht wiedergutzumachende Verluste, die damit einhergehen,“ thematisiere.
Roger Ebert schrieb in der Chicago Sun-Times vom 11. Februar 1992, der Film beinhalte alle Elemente, die man brauche, um den Film zu genießen, doch sie würden nie zusammenkommen. Einige Szenen seien schön.

## Auszeichnungen
Lorraine Bracco wurde im Jahr 1993 für diesen Film für die Goldene Himbeere nominiert.

## Hintergründe
Der Film wurde in Veracruz (Mexiko) und in Brasilien gedreht. Seine Produktionskosten betrugen schätzungsweise 40 Millionen US-Dollar, davon entfielen 10 Millionen US-Dollar für die Gage von Connery und 3 Millionen US-Dollar für das Drehbuch. Der Film spielte in den Kinos der USA ca. 45,5 Millionen US-Dollar ein.